# Adam Lallana
Adam David Lallana (n. 10 mai 1988, St Albans, Anglia, Regatul Unit) este un fotbalist britanic, care joacă pe post de mijlocaș ofensiv la Southampton în Premier League. Pe plan internațional, are prezențe la națională pentru Anglia U18⁠(d), Anglia U19⁠(d), Anglia U-21⁠(d) și Anglia. Lallana a câștigat Football League Trophy în 2010.

## Legături externe
- Adam Lallana la Soccerbase
- Adam Lallana la Englandstats